# MM理論
MM理論（エムエムりろん）とは、アメリカのフランコ・モディリアーニとマートン・ミラーが1958年に提唱した、資本構造における近代的思考の基礎、完全な市場の下で企業が資金調達を行うときには、資金調達方法の組み合わせ方を変えても企業価値は変化しないという定理である。
モディリアーニ＝ミラーの定理(英: Modigliani-Miller theorem)、資本構造の無効性原理(英: capital structure irrelevance principle)とも呼ばれる。

## 概要
完全市場を仮定すれば、企業の資本構成および配当政策は企業価値に影響を与えないという定理であり、またMM理論は完全市場を前提とする理論であることから、完全市場でない現実の市場においては、資本構成や配当政策は企業価値に影響を与えるとされる。

## 歴史的背景
この概念はアメリカの経済学者のフランコ・モディリアーニ（当時、カーネギーメロン大学教授）が基本となるアイディアを提唱し、1958年、マートン・ミラーとの共著論文によって発表された。
1963年に法人税を考慮したモデルに修正された。これは、MMの修正命題（tax correction of MM proposition）と呼ばれ、税引後営業利益（NOPAT）を用い、法人税を考慮すると、レバレッジを揚げると資本コスト（加重平均資本コスト(WACC)）が下落するので、株式コストが低下する。このことは資金調達における負債の優位性を示している。

## 命題
- 第1命題：無関連性命題（irrelevance result）・・・企業の資金調達の方法と企業価値とは無関係である。（企業価値）
- 第2命題：企業の利益配分と企業価値とは無関係である。（株価収益）
- 第3命題：資本コストは資本構成には依存しない。
  - 資金調達は株価または負債の調達方法とは無関係である。
  - 企業の投資の切捨率は、負債未利用企業の自己資本の資本コストであり、これは資本構成とは完全に無関係に決まる。

### 第3命題
「もしクラス{\displaystyle K}の企業が株主に最もよく適合するように意思決定するならば、その企業は投資収益率{\displaystyle \rho }が{\displaystyle \rho K}に等しいか、それより大きい場合に限って投資を行うであろう。すなわち、その企業の投資の(ための)切捨率（cut off point）は常に{\displaystyle \rho K}であり、この切捨率が投資資金を調達するために用いられる証券の種類によって影響されることは全くないのである。言い換えれば、資金調達の方法に関わりなく企業の限界資本コストは平均資本コストに等しく、また平均資本コストは、その企業の属するクラスにおける自己資本のみからなる企業の純営業利益の流列（unlevered stream）に対する資本化率に等しい。」

## 経済的帰結
- MM理論に立脚すると、株価と配当の無関連性が証明される。
- また完全市場の前提を緩和して、税金と破産コストを導入すること。
- 自己資本利益率（株主資本利益率、ROE）との比較。
- MM理論は、経済学の中にファイナンスを位置づけたという点で重要な業績を残し、またファイナンスの分野に多くの経済学者を導いて発展させるきっかけを作った。

本理論が資本市場に影響を与えた正確な範囲を決定することは困難だが、引数がレバレッジの利用を促進あるいは拡大するために使用されている。

### 批判
本理論の主な問題は、株主は、公企業の所有者であると仮定することである。 この仮定は、Berle and Means（1932年）以来、法律学者によって論破されている。99.9％が流通市場であるとして、株主はどちらの所有者、残余請求者（利益すなわち所有者）、投資家でもない。
EBIT（企業価値）を計算するための資本コストの計算式の使用は極めて制限されている。
法人税の導入によるMM理論（MMの修正命題）は、資金調達の負債の優位性を示したが、負債に依存すると財務的破産（financial distress）が生じ、ひいては破産や債務不履行に至る危険性があり、コストとして認識しなければならない。
MM理論が公表されて以来、最適資本構成に関する一般公式や実務解が未だに提示されておらず、研究論文などでは「実務での検証が望まれる」といった結びが多い。